# Grube Schnellenberg
Schnellenberg war eine Grube in Beienbach bei Netphen im Siegerland.

## Geschichte
In Beienbach wurde bereits zu Beginn des 18. Jahrhunderts Erz gefördert. So existiere schon im Jahr 1715 im hellen Seifen bei Beienbach ein neues Bergwerk an dem das Stift Keppel beteiligt war.
Das Oberbergamt Bonn verlieh am 4. Juni 1883 dem Niederdielfener Steiger Hermann Lersch II aus Niederdielfen Schürfrechte für Eisenerz in der Nähe von Beienbach. Er gründete eine 56-köpfige Gewerkschaft und besorgte sich im November desselben Jahres auch Schürfrechte für Blei- und Kupfererz. Ein Stollen wurde vorangetrieben, welcher im März 1884 50 m Länge, im August bereits 106 m, aufwies. 1886 wurde eine Schienenbahn eingerichtet. 1892 förderte die Grube Eisenstein im Wert von 2.157,66 Mark. Abnehmer waren die Johanneshütte in Siegen und die Haardter Hüttengewerkschaft in Weidenau. 1890 waren es nur noch 18 Mitglieder und 1894 noch drei, zwei davon kamen aus Flammersbach. 1893 wurde ein Sprengstofflager eingerichtet, welcher im Juni 1899 für eine Kapazität von 550 kg ausgebaut wurde. Nach dem Verkauf 1899 an die Gewerkschaft Häuslingstiefe in Siegen wurde auf Schachtbetrieb umgestellt. Der mit Holzzimmerung und Ziegelausmauerung versehene Schacht wurde im gleichen Jahr angesetzt und hatte eine Größe von 4,6 × 2,9 m. Ende 1900 lag die Teufe des Schachtes bei 63 m, die erste Sohle folgte auf 70 m Teufe. Kurz darauf wurden ein 27 m hoher Förderturm, ein Schachtgebäude, verschiedene Maschinenräume und Werkstätten gebaut. Die Gesamtteufe von 155 m wurde über ein 40 m tiefes Gesenk von der 110-m-Sohle aus erreicht. Im Juli 1902 wurde der Betrieb eingestellt. Ab 1903 wurde die Grube mehrere Mal verkauft:
1. 1903 an Gewerken Arnold Steffen und Paul Hoffmann
2. 1905 an Gewerken Adolf Fischbach und Heinrich Nöh
3. 1906 wurde der Betrieb wieder aufgenommen und zwei Röstöfen wurden installiert.[1]
4. 1919 an Bochumer Verein für Gussstahlfabrikation: Am 21. Oktober ging die Grube mit einem Wert von 296.000 Mark an den Bochumer Verein über (dadurch 1926 an die Vereinigte Stahlwerke Düsseldorf).

1910 konsolidierte die Grube mit den Gruben Schnellenberg II-IV, Bismark, Kleeblatt, Gutglück, Zufälligglück und Gutehoffnung aus Beienbach und Erzvater I-II aus Nauholz. 1912 lief die Grube mit Wasser voll, 1913 musste deshalb die Förderung eingestellt werden. Am 31. Mai 1922 wurde die Grube unter Tage, am 31. Oktober 1923 über Tage stillgelegt und nicht wieder eröffnet. Im Zweiten Weltkrieg dienten die alten Stollen den Beienbachern als Luftschutzbunker bei Luftangriffen. Ab 1957 diente die Grube dem Ort Beienbach als Wassergewinnungsanlage.

## Gangmittel
Die Grube baute auf einem 1–1,5 m mächtigen Gang der etwa in der 12. Stunde streicht und mit 60 bis 65 Grad nach Westen einfällt. Das Gangmittel war auf der 70-m-Sohle abbauwürdig, auf der 110-m-Sohle verdrückt und nur stellenweise bauwürdig. Mit größerer Teufe nahm die Gangmächtigkeit dann wieder zu.
Der geförderte Spateisenstein hatte 40,12 % Fe-Anteil, der Anteil beim Brauneisenstein lag bei 52,57 %.

## Fördermengen
1892 wurden 253,4 t Eisenerz im Wert von 2.158 Mark und 20,5 t Blei-Nickelerze im Wert von 2.461 Mark gefördert. 1902 wurden 621,9 t Eisenerz im Wert von 4.975 Mark und 8,5 t Blei-Kupfererze im Wert von 579 Mark gefördert.
| Jahr | Bleierz | Eisenerz | Blei-Kupfererz | Blei-Nickelerz |
| ---- | ------- | -------- | -------------- | -------------- |
| 1890 | 15,9 t  |          |                |                |
| 1891 | 8,9 t   |          |                |                |
| 1892 |         | 253,4 t  |                | 20,5 t         |
| 1893 | 8,7 t   | 8,7 t    |                |                |
| 1900 |         | 503,7 t  |                |                |
| 1902 |         | 621,9 t  | 8,5 t          |                |
| 1908 |         | 1.190 t  |                |                |

## Belegschaftsmitglieder
- 1883: 56 Belegschaftsmitglieder
- 1890: 18 Belegschaftsmitglieder (1 Steiger, 3 Hauer, 2 Aufbereiter, 3 Frauen und 9 Kinder)
- 1894: 3 Belegschaftsmitglieder (Wilhelm Kill und Johannes Kneppe aus Flammersbach, sowie Friedrich Bender aus Beienbach)
- 1899: 12 Belegschaftsmitglieder
- 1900: 88 Belegschaftsmitglieder
- 1900: 15 Belegschaftsmitglieder
- 1923: 60 Belegschaftsmitglieder

(Quelle:)